# Gevärsgranat

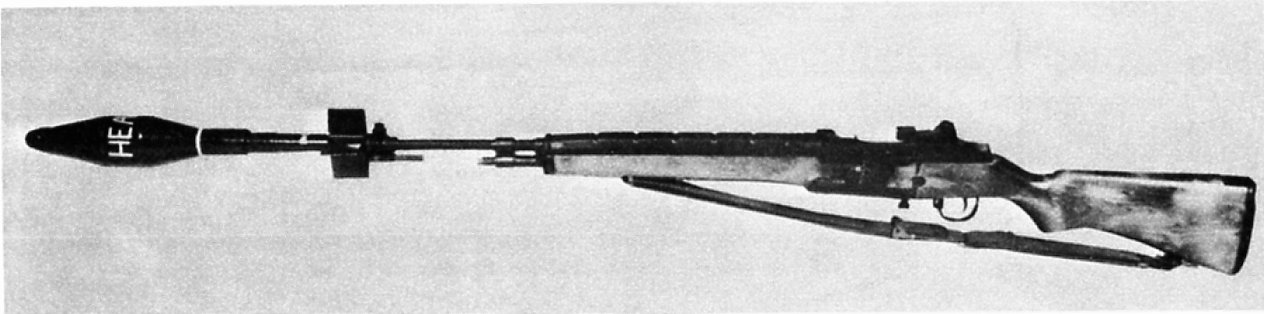
Typexempel av ett gevär försett med gevärsgranat på mynning.
Vapnet är ett amerikanskt M14 automatgevär och gevärsgranaten är en "M31 HEAT rifle grenade" gevärsgranat med riktad sprängverkan.

Gevärsgranat, kort ggr, är en mellan- eller grovkalibrig (> 20 mm kaliber) granat som avfyras från ett finkalibrigt vapen (< 20 mm kaliber) via en plattform eller tillsats på vapnets mynning eller handskydd. De är kortdistansvapen för understöd och har vanligen en maximal skottvidd på cirka 200 meter.
Gevärsgranater kan utformas på flera olika sätt och finns med flera olika typer av verkan. Mynningsladdade gevärsgranater är i modern tid ofta mycket långa och behöver därmed stabilisering i form av fenor eller vingar. Gevärsgranater som skjuts från handskydd brukar istället vara utformade som enhetspatron eller impulsprojektil och har istället en kort rund kropp som inte kräver stabiliseringsanordning. Historiskt har det dock funnits gevärsgranater med diverse olika utformningar, till exempel mynningsladdade gevärsgranater med räffelstabilisering, alternativt ingen stabilisering alls.

## Historik
Principen för gevärsgranater tillkom ungefär samtidigt som eldvapen, då det ligger nära till hands att använda låga drivladdningar för att skjuta iväg tyngre projektiler med handeldvapen. De ursprungliga konstruktionerna kallades handmörsare eller handgranatmörsare (se mörsare), i senare svensk benämning krevadkarbin, och använde sig av låga drivladdningar för att skjuta iväg stora projektiler av granattyp. Till skillnad från den moderna gevärsgranatmetoden kunde dessa vapen dock inte skjuta konventionell finkalibrig ammunition.
Moderna gevärsgranater började användas i större skala under första världskriget där de uppnådde viss effekt i strid. Under andra världskriget kom gevärsvinggranaten att göra debut. Fenorna tillät gevärsgranater att flyga stabilt mot målet, vilket sedan tillät att de kunde utformas med riktad sprängverkan för att slå ut stridsvagnar. 
Mot slutet av kalla kriget uppfanns den moderna granattillsatsen som fästs under handskyddet på handeldvapen. Denna utformning tillåter vapnet att snabbt byta från granateld till finkalibereld då ingen granat behöves fästas på vapnets mynning för granateld. Nackdelar är dock att vapnet blir tyngre och granaternas verkan begränsas av tillsatsens kaliber. Utformningen gör även att vapen behöver bestyckas med granattillsats på förhand för att skjuta granater, gentemot gevärsvinggranater som kan monteras på alla tjänstevapen som är utformade för att kunna skjuta gevärsvinggranat utan tillsats.

## Avfyrning från mynning

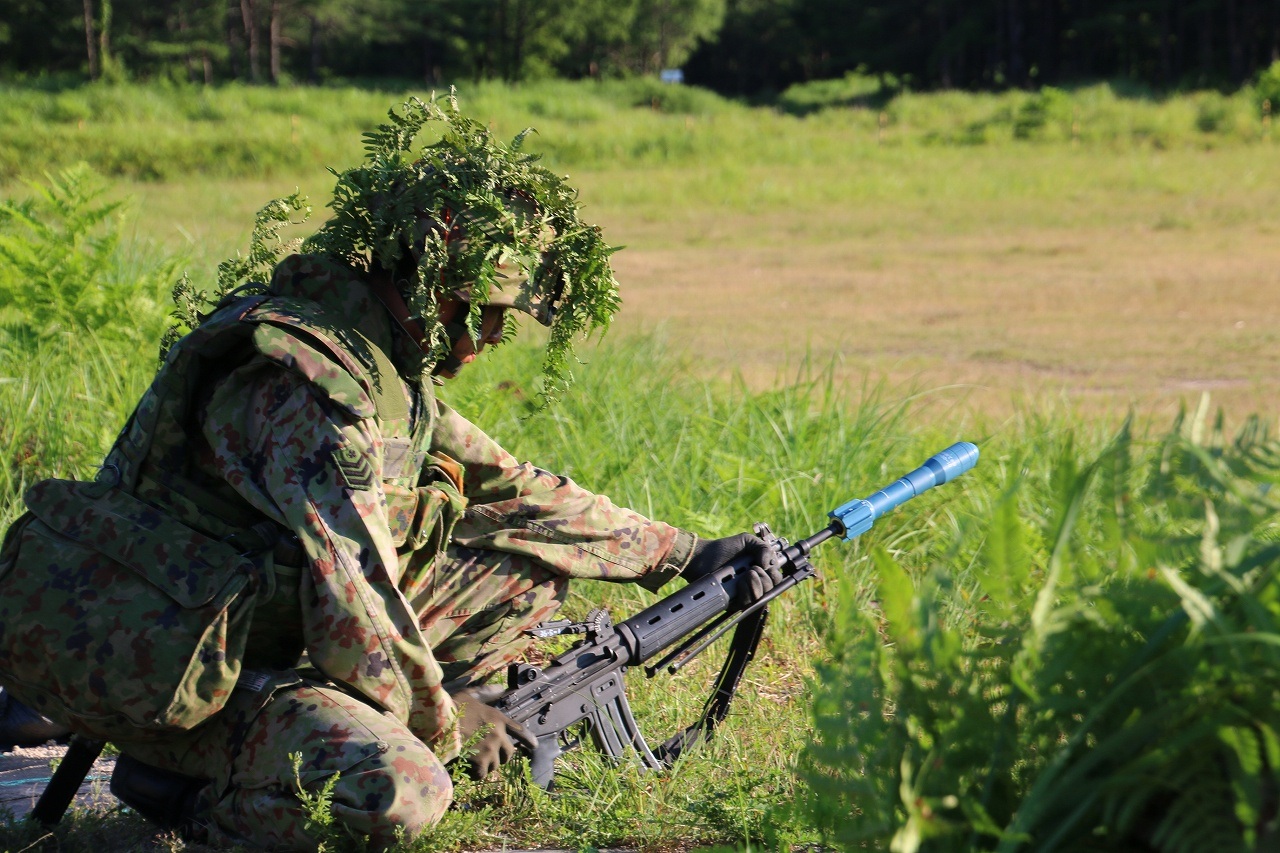
Gevärsgranat till eldrör.

Den klassiska metoden att skjuta gevärsgranater är som överkalibrig ammunition från mynningen på eldvapen. Detta åstadkoms genom att man fäster en anordning på mynningen som håller gevärsgranaten på plats och styr den vid avfyrningen, alternativt att vapnets flamdämpare utformas för denna uppgift. Vissa gevärsgranater är även försedda med en stake som upptar större delen av eldrörets lopp för stabilisering. Liknande funktion finns hos fyrverkeriraketer.
Gevärsgranaten avfyras vanligen med en specialpatron laddad i patronläget som avger mindre tryckkraft än en vanlig patron men tillräckligt mycket tryckkraft för att skjuta iväg mynningsgranaten utan att spränga loppet med övertryck. Vissa gevärsgranater avfyras dock med vanliga patroner genom att ha en kulfälla i basen som fångar upp kulan.
För att flyga stabilt är många gevärsgranater försedda med fenor. Om fenorna har tillräckligt stor vingarea för att ge bärande kraft benämns granaten gevärsvinggranat.
Historiskt har det även förekommit mynningsladdade granater för kanoner, så kallade skaftgranater (från tyskans Stielgranate). Dessa har använts för att ge små kanoner större verkan mot stridsvagnar genom att utforma stjälkgranaten med stor kaliber och riktad sprängverkan. Vissa stjälkgranater var även försedd med krutraketmotor för extra räckvidd.

## Avfyring från handskydd
I modern tid skjuts gevärsgranater primärt som fullkalibrig ammunition via så kallade granattillsatser. Dessa är granatkastarvapen som fästs under vapnets handskydd och fungerar som ett eget vapen med inbyggd avtryckare och avfyrningsmekanism. 
Gevärsgranater till granattillsatser är utformade som enhetspatroner och har egen hylsa, alternativt utformas de som impulsprojektiler och har drivladdningen i bakänden av projektilen.
Gevärsgranater utformade som enhetspatron använder normalt sig av en speciell typ av hylsa för att göra rekylen hanterbar för ett handburet vapen. Principen för dessa typer av hylsor heter "hög- och lågtryckssystem" (från tyskans Hoch-und-Niederdruck System) och innebär att hylsan är försedd med två tryckkammare, en liten i hylsbotten, och en stor under granaten. Den lilla kammaren håller drivladdningen och leder krutgaserna vid avfyrning till den stora kammaren genom små ventiler i den skiljande kammarväggen. Detta skapar låg rekyl men samtidigt tillräckligt enhetligt tryck för att skjuta iväg granaten med måttligt hög hastighet (cirka 80 meter per sekund). I jämförelse kastas en handgranat normalt enbart 40 meter bort under hela sin projektilbana.
Gevärsgranater utformade som impulsprojektil är ovanligare än gevärsgranater utformade som enhetspatron och historiskt finns det enbart en känd masstillverkad variant, ryska VOG-25 (ВОГ-25), GRAU-nummer: 7P17 (7П17).
VOG-25 skiljer sig mycket från andra gevärsgranater i sin klass. Den skiljer sig inte enbart i utformning av drivladdning, utan även i laddning och stabilisering. Normalt är gevärsenhetspatroner bakladdade och avsedda för slätborrade eldrör. VOG-25 är dock mynningsladdad och försedd med gördel för räfflade eldrör.

## Svenska typbeteckningar
(Urvalsexempel)
- Gevärsgranat (Ggr)
- Gevärspansarspränggranat (Gpsgr)
- Gevärsspränggranat (Gsgr)
- Gevärsrökgranat (Grökgr)
- Gevärsövningsgranat (Gövngr)
- Gevärsvinggranat (Gvinggr)
- Gevärspansarsprängvinggranat (Gpsvinggr)
- Gevärssprängvinggranat (Gsvinggr)
- Gevärsrökvinggranat (Grökvinggr)
- Gevärsövningsvinggranat (Gövnvinggr)

## Galleri

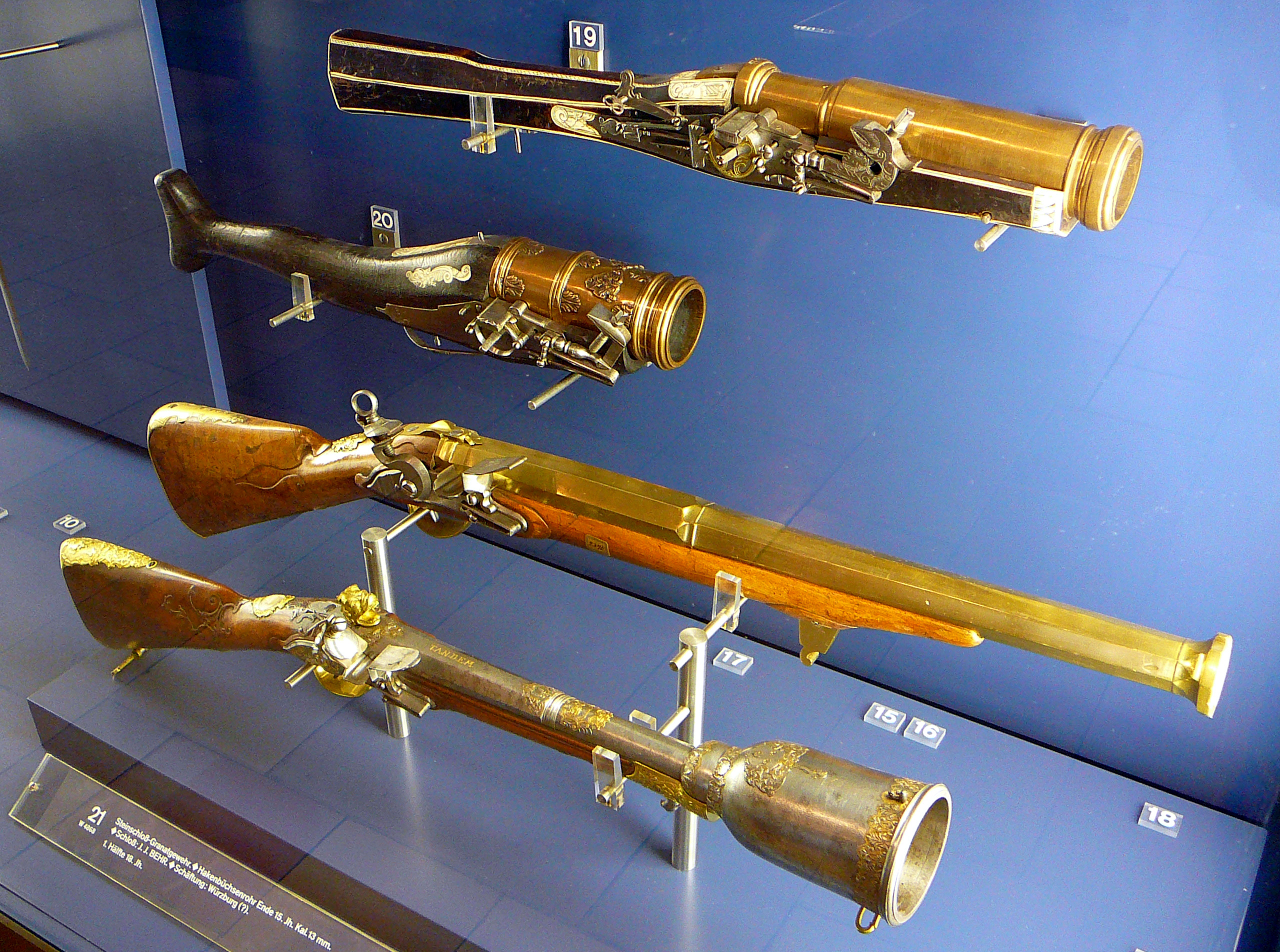
Diverse "handmörsare" (krevadkarbiner) och liknande från 1600- till 1700-talet.
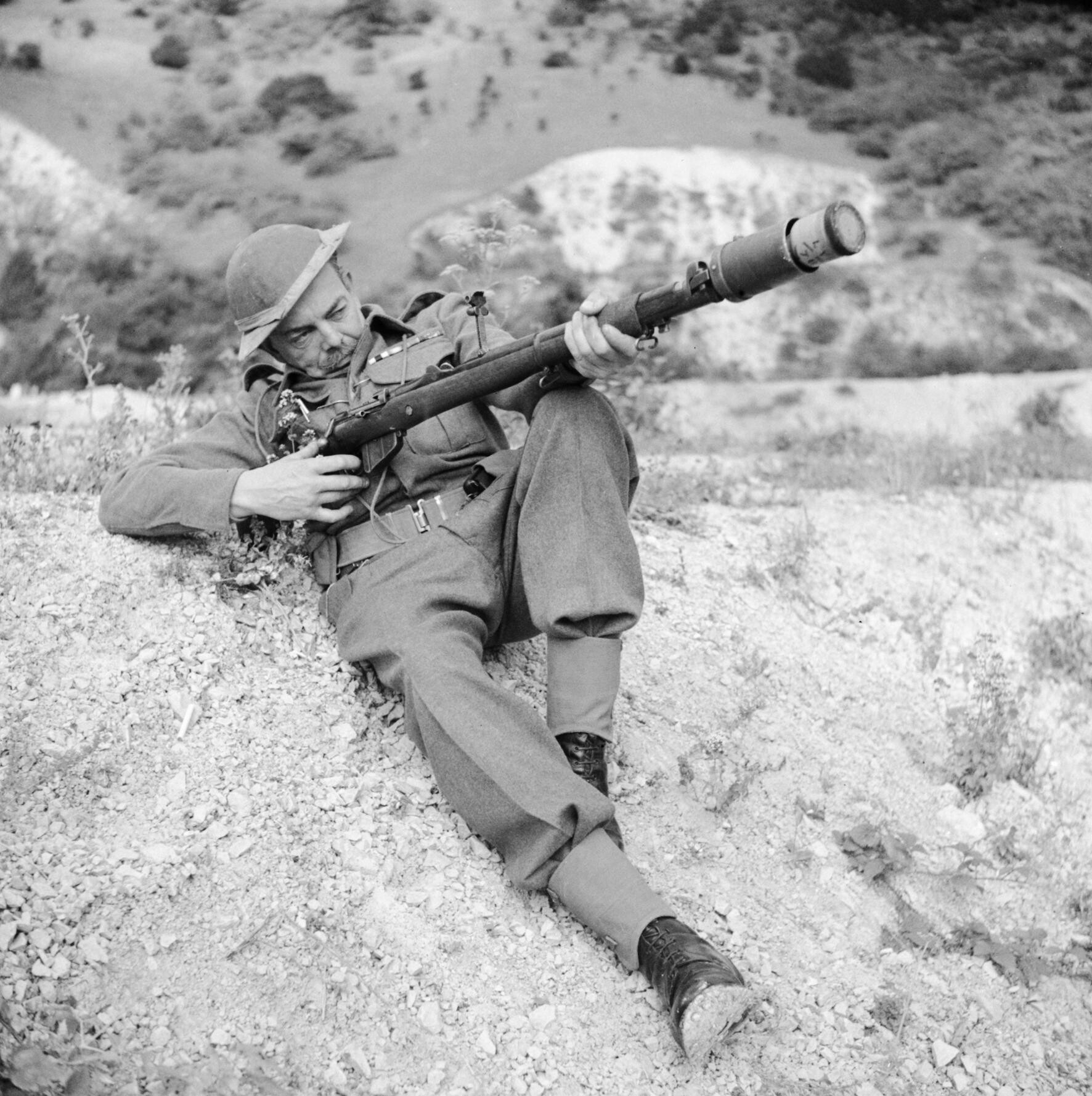
Brittisk hemvärnssoldat som demonstrerar gevär försett med gevärsgranat (1942).
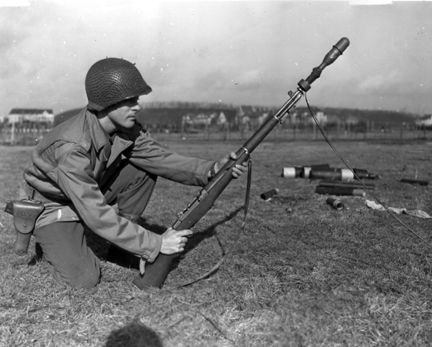
Amerikansk soldat tränar avfyrning av gevärsgranat (1944).
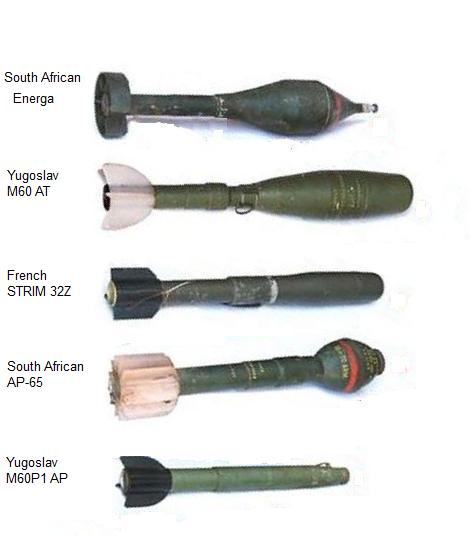
Diverse gevärsgranater.
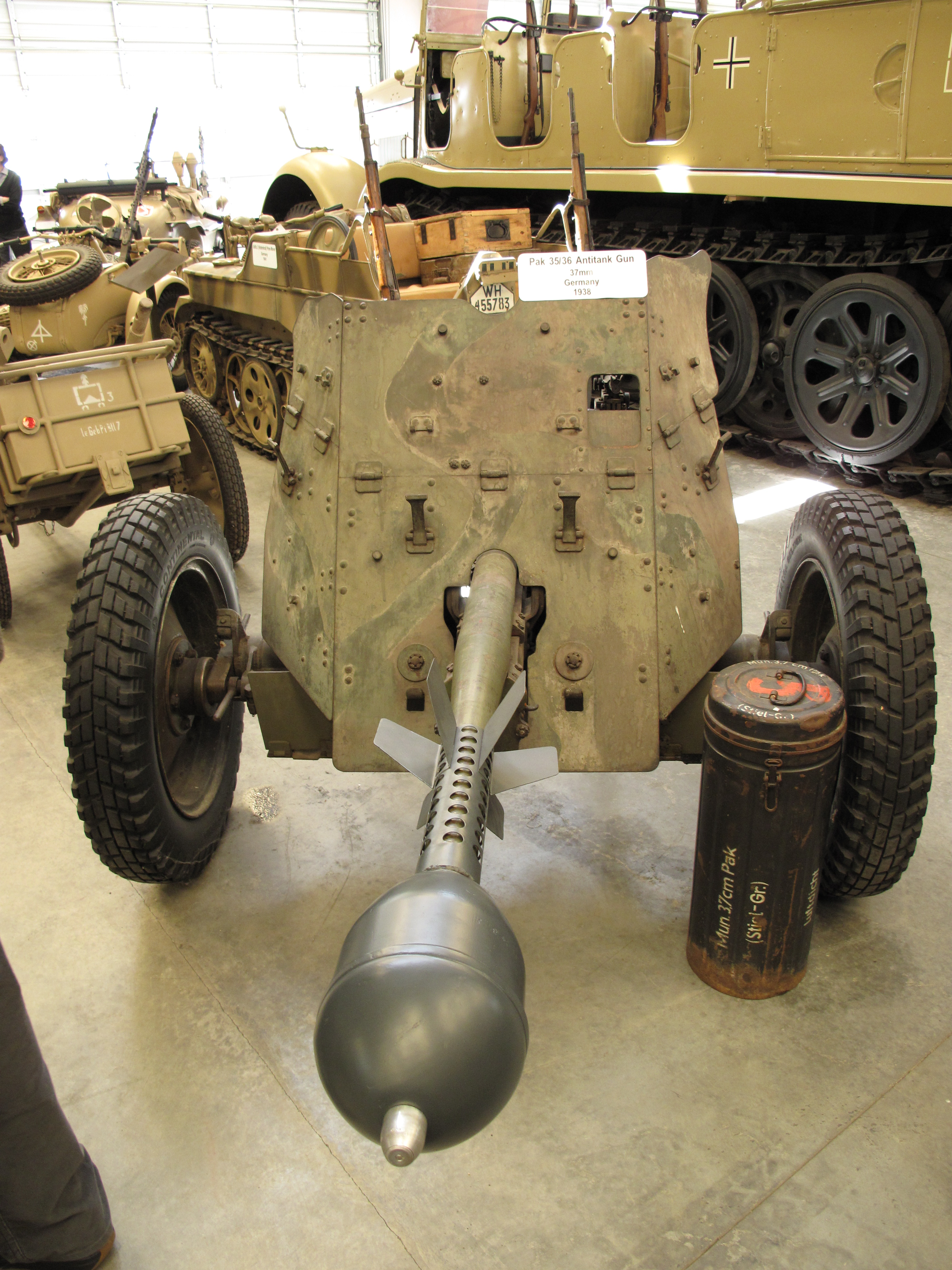
Tysk "Stielgranate" 41, skaftgranat på en 3,7 cm PaK 36 pansarvärnskanon.

### Wikipedia
Den här artikeln är helt eller delvis baserad på material från engelskspråkiga Wikipedia, Rifle grenade, 12 januari 2021.